# خانلیق‌پایه
خانلیق‌پایه ( ترکی آذربایجانی: Xanlıqpəyə) یک منطقهٔ مسکونی در جمهوری آرتساخ است که در استان شوشی واقع شده‌است.